# Medea, Gorizia
Medea (tiếng Slovenia: Medeja) là một đô thị ở tỉnh Gorizia thuộc vùng Friuli-Venezia Giulia, nằm ở vị trí cách khoảng 45 km về phía tây bắc của Trieste và khoảng 15 km về phía tây của Gorizia. Tại thời điểm ngày 31 tháng 12 năm 2004, đô thị này có dân số 918 người và diện tích là 7,3 km².
Đô thị Medea có các frazioni (đơn vị cấp dưới, chủ yếu là thôn làng) Ara Pacis, Monte di Medea, và Sant’Antonio.
Medea giáp các đô thị sau: Chiopris-Viscone, Cormons, Mariano del Friuli, Romans d'Isonzo, San Vito al Torre.